# La mia vita violenta
Albums de Blonde Redhead
Blonde Redhead
(1994) Fake Can Be Just as Good
(1997)
La mia vita violenta (Ma vie violente) est le deuxième album studio de Blonde Redhead, sorti le 4 septembre 1995 sur le label Smells Like Records.

## Titres
| No  | Titre                                                | Durée |
| --- | ---------------------------------------------------- | ----- |
| 1.  | (I Am Taking Out My Eurotrash) I Still Get Rocks Off | 3:40  |
| 2.  | Violent Life                                         | 3:51  |
| 3.  | U.F.O.                                               | 5:38  |
| 4.  | I Am There While You Choke on Me                     | 1:56  |
| 5.  | Harmony                                              | 5:16  |
| 6.  | Down Under                                           | 4:09  |
| 7.  | Bean                                                 | 4:37  |
| 8.  | Young Neil                                           | 1:12  |
| 9.  | 10 Feet High                                         | 4:38  |
| 10. | Jewel                                                | 3:22  |